# لغز بلدة ريغيت
لغز بلدة ريغيت (بالإنجليزية: The Adventure of the Reigate Squire)‏، واحدة من 56 قصة لشرلوك هولمز من تأليف ارثر كونان دويل، نشرت لأول مرة بشكل منفرد في مجلة الستراند في يونيو 1893، قبل ان يعاد نشرها مجمعة مع باقي قصص سلسلة مذكرات شرلوك هولمز، وقد وضعها كونان دويل في المرتبة 12 في قائمته التي تتضمن أفضل 12 قصة شرلوك هولمز بالنسبة اليه.

## ملخص القصة
عمل هولمز على قضية صعبة لمدة شهرين، فاقترح عليه صديقه الدكتور واطسون ان يذهب ويرتاح لبضعة أيام عند صديقه الكولونيل هايتر، الذي يمتلك منزلا في سري، وعند وصولهما إلى ذلك المكان يخبرهما هايتر بحدوث سرقة لدى السيد اكتون، القاطن في الجوار، لكن الغريب ان الاشياء المسروقة لم تكن ذات قيمة حقيقية، يبدو هولمز مهتما بالقضية، لكن واطسون يصر على ان لا يشغل باله بمثل هذا الامر التافه. في اليوم الموالي، يخبر رئيس خدم الكولونيل هايتر ان حوذي عائلة كنينغهام، التي تقع ملكيتها بالقرب من ملكية الكولونيل وجد مقتول واغلب الظن انه ُقتل وهو يحاول منع دخول لصوص إلى منزل مستخدميه.القضية تصبح أكثر اهمية بالنسبة لهولمز الذي يحاول فهم حقيقتها.

## الترجمة العربية
لُغز بلدة ريغيت، دار الأجيال للترجمة والنشر.

## الاقتباس
- اقتبس فيلم صامت من القصة عام 1922 من بطولة ايلي نوروود بدور هولمز.[1]
- اقتبست إحدى حلقات المسلسل البريطاني شرلوك هولمز من القصة عام 1951 وقام بدور هولمز الممثل الآن ويتلي.المسلسل من إنتاج قناة بي بي سي.[1]

## روابط خارجية
- نص القصة كاملا على ويكي مصدر (باللغة الإنجليزية).
- قراءة القصة مجانا مرفقة بالرسومات الأصلية (باللغة الفرنسية).